# Бернау им Шварцвалд
Бернау им Шварцвалд (њем. Bernau im Schwarzwald) општина је у њемачкој савезној држави Баден-Виртемберг. Једно је од 32 општинска средишта округа Валдсхут. Према процјени из 2010. у општини је живјело 1.890 становника. Посједује регионалну шифру (AGS) 8337013.

## Географски и демографски подаци
Бернау им Шварцвалд се налази у савезној држави Баден-Виртемберг у округу Валдсхут. Општина се налази на надморској висини од 893 метра. Површина општине износи 38,0 km². У самом мјесту је, према процјени из 2010. године, живјело 1.890 становника. Просјечна густина становништва износи 50 становника/km².